# Ostrava Open 1996
L'Ostrava Open 1996 è stato un torneo di tennis giocato sul sintetico indoor. È stata la 3ª edizione dell'Ostrava Open, che fa parte della categoria World Series nell'ambito dell'ATP Tour 1996. 
Si è giocato a Ostrava in Repubblica Ceca,dal 14 al 20 ottobre 1996.

## Campioni

### Singolare
David Prinosil ha battuto in finale  Petr Korda con il punteggio di 6–1, 6–2

### Doppio
Sandon Stolle /  Cyril Suk hanno battuto in finale  Karol Kučera /  Ján Krošlák con il punteggio di 7–6, 6–3